# Taxiride
Taxiride ist eine Rockband, die 1997 in Australien gegründet wurde. Ihre Musik orientiert sich laut eigenen Aussagen an Bands wie Led Zeppelin, Pink Floyd, den Beatles, Deep Purple, Yes, Queens of the Stone Age, Jeff Buckley, Radiohead oder INXS. Sie betrachten sich stilistisch als eine aktualisierte Version von Crosby, Stills, Nash and Young, aber als Band und nicht als eine Gruppe von Einzelpersonen.

## Geschichte
Tim Watson, Tim Wild, Jason Singh und Dan Hall waren allesamt in den Jahren, bevor sie zu Taxiride wurden, unabhängig voneinander als Live-Musiker in Coverbands in Melbourne unterwegs. Watson und Wild waren 1997 die beiden ersten, die zusammentrafen und den Kern der zukünftigen Gruppe bildeten. Sie schrieben ihre ersten gemeinsamen Songs, die sie auch aufnahmen. Um ihre Idee für einen komplexen mehrstimmigen Gesang zu verwirklichen, benötigten sie weitere Stimmen, die sie nach und nach in Jason Singh und letztendlich auch in Dan Hall fanden.
Die Gruppe überließ einige ihrer Songs einem befreundeten Taxifahrer, der die Angewohnheit hatte, Demoaufnahmen von noch unbekannten Bands seinen Fahrgästen vorzuspielen, um diese Songs an seinem Publikum zu testen. So kam schließlich auch der Bandname Taxiride zustande.
1998 produzierte die Gruppe ein Demoband in den Secret Sound Studios in Melbourne und erhielt damit einen Vertrag mit Warner in Australien. In der Zwischenzeit gab ein Freund der Gruppe deren Arbeit an einen Verantwortlichen von Sire Records in den USA weiter, der sie ebenfalls unter Vertrag nahm, obwohl die Gruppe noch komplett unbekannt war. Das Debütalbum Imaginate wurde schließlich in Los Angeles im Studio des Produzenten Jack Joseph Puig (Jellyfish, Goo Goo Dolls, Semisonic) aufgenommen.
Imaginate erreichte Platz 1 der australischen Charts und bekam den Doppel-Platin-Status. Trotz des Erfolgs des Albums verließ Dan Hall die Band, um unabhängig und mit seinem anderen Lieblingsprojekt, der Band Airway Lanes, zu arbeiten. Hall sagte, er sei unzufrieden mit „der Pop-Richtung, die die Band einschlug“.
Nach Halls Weggang rekrutierte die Band den Schlagzeuger Sean McLeod und den Bassisten Andy McIvor und begann mit den Arbeiten an ihrem zweiten Album. Garage Mahal wurde 2002 veröffentlicht und schaffte es ebenfalls unter die Top 5. Die Songs zu diesem Album wurden größtenteils während einer Tournee geschrieben und hatten daher einen etwas anderen Sound als die früheren Arbeiten.
Watson verließ Taxiride im Jahr 2003, und die Band begann, nach einer erfolgreichen Tour durch Europa und Japan, mit der Arbeit an einem neuen Album. Da sie das Album unabhängig veröffentlichen wollten, trennten sie sich auch von Warner Music. Während dieser Zeit arbeitete die Band mit Chris Bailey, Sänger der australischen Band The Saints und wieder mit Dan Hall zusammen, der sich eine Auszeit von der Arbeit mit seiner Gruppe Airway Lanes gönnte.
Das dritte Album Axiomatic wurde im September 2005 veröffentlicht, erschien allerdings nicht in Europa. Nach der Veröffentlichung von Axiomatic begannen Wild und Singh neue Songs zu schreiben, unterstützt von Hall.
Das erste Akustik-Album der Band, Electrophobia, wurde am 16. September 2006 auf dem australischen Plattenlabel Liberation Music veröffentlicht. Es enthält Songs aus den ersten drei Alben der Band, die alle am 26. Mai 2006 in einer Kirche in Melbourne in einer Einzelsession aufgenommen wurden. Die Produktion wurde von Rob John (Produzent für Led Zeppelin und The Tea Party) arrangiert. Andy McIvor verließ die Band anschließend und spielt nun mit dem ehemaligen Australian Crawl-Mitglied James Reyne.
Nach einer 10-jährigen Pause betraten Taxiride 2015 in ursprünglicher Besetzung mit einer begrenzten Anzahl von Shows wieder die Bühnen Australiens. Im Juli 2017 entschied sich Dan Hall eine Pause von der Gruppe zu nehmen, um sich auf andere musikalische Projekte zu konzentrieren. Im August 2019 feierten Taxiride das 20-jährige Jubiläum der Veröffentlichung ihres Debütalbums mit einer „Live in Our Lounge Room“-Tour, bei der die Band unter anderem die Geschichten hinter ihren Songs erzählte.
2022 war die Gruppe wieder mit zahlreichen Live-Shows unterwegs, bei denen sie ihre Hits und Lieblingstitel originalgetreu interpretierten.

## Diskografie

### Alben
| Jahr | Titel        | Höchstplatzierung, Gesamtwochen, AuszeichnungChartsChartplatzierungen (Jahr, Titel, Platzierungen, Wochen, Auszeichnungen, Anmerkungen) | Anmerkungen |
| Jahr | Titel        | AU | Anmerkungen |
| ---- | ------------ | --- | ----------- |
| 1999 | Imaginate    | AU1 ×2Doppelplatin · (27 Wo.)AU |             |
| 2002 | Garage Mahal | AU5 Platin · (15 Wo.)AU |             |

Weitere Alben
- 2005: Axiomatic (nur in Japan, Indien und Südostasien)
- 2006: Electrophobia

### Singles
| Jahr | Titel Album                     | Höchstplatzierung, Gesamtwochen, AuszeichnungChartsChartplatzierungen (Jahr, Titel, Album, Platzierungen, Wochen, Auszeichnungen, Anmerkungen) | Anmerkungen |
| Jahr | Titel Album                     | AU | Anmerkungen |
| ---- | ------------------------------- | --- | ----------- |
| 1999 | Get Set Imaginate               | AU8 (19 Wo.)AU |             |
| 1999 | Everywhere You Go Imaginate     | AU15 Gold · (21 Wo.)AU |             |
| 2000 | Can You Feel Imaginate          | AU35 (4 Wo.)AU |             |
| 2000 | Nothing In This World Imaginate | AU43 (1 Wo.)AU |             |
| 2002 | Creepin’ Up Slowly Garage Mahal | AU6 Platin · (17 Wo.)AU |             |
| 2002 | How I Got This Way Garage Mahal | AU28 (8 Wo.)AU |             |
| 2003 | Afterglow Garage Mahal          | AU49 (1 Wo.)AU |             |
| 2005 | Oh Yeah Axiomatic               | AU40 (1 Wo.)AU |             |

Weitere Singles
- 2005: You Gotta Help Me
- 2005: What Can I Say